# Athamas univittatus
Athamas univittatus är en spindelart som beskrevs av Lucien Berland 1938. Athamas univittatus ingår i släktet Athamas och familjen hoppspindlar. Inga underarter finns listade.